# Zonitoschema gombakiensis
Zonitoschema gombakiensis là một loài bọ cánh cứng trong họ Meloidae. Loài này được Mohamedsaid miêu tả khoa học năm 1977.